# Hyphydrus keiseri
Hyphydrus keiseri är en skalbaggsart som beskrevs av Mouchamps 1959. Hyphydrus keiseri ingår i släktet Hyphydrus och familjen dykare. Inga underarter finns listade i Catalogue of Life.